# Manfred Trilling
Manfred Trilling (* 1963; † 31. März 2025) war ein deutscher Synchronsprecher und Schauspieler.

## Karriere
Seit 1995 war Manfred Trilling als Synchronsprecher in verschiedenen Fernseh- und Kinofilmen zu hören. Seit dem Jahr 1998 sprach er Luke Wilson (als „Casey Kelso“) in Die wilden Siebziger, ferner sprach er seit 2007 Douglas Henshall (als „Nick Cutter“) in Primeval – Rückkehr der Urzeitmonster. In der Science-Fiction-Serie Stargate Atlantis lieh er in einer Folge Dylan Neal als Dave Sheppard seine Stimme. Im Kino synchronisierte er u. a. die Stimme von Joseph May (als „Dr. Blue“) in Resident Evil und M. Night Shyamalan (als „Dr. Hill“) in The Sixth Sense. Zudem war er für ein jüngeres Publikum in den Animes One Piece und Pokémon in einigen Nebenrollen zu hören.
Als Off-Sprecher war er in vielen kabel-eins-Trailern zu hören.

## Synchronrollen (Auswahl)
Boris Kodjoe
- 2004: Doing Hard Time – Harte Abrechnung als Michael Mitchell
- 2006: Das verrückte Familienfest als Frankie Henderson
- 2008: Starship Troopers 3: Marauder als Dix Hauzer

Unshô Ishizuka
- 2011: Pokémon – Der Film: Schwarz – Victini und Reshiram als Erzähler
- 2012: Pokémon – Der Film: Kyurem gegen den Ritter der Redlichkeit als Erzähler
- 2013: Pokémon – Der Film: Genesect und die wiedererwachte Legende als Erzähler
- 2018: Pokémon: Der Film – Die Macht in uns als Erzähler

### Filme
- 1995: Jim Bockelman in Columbo: Seltsame Bettgenossen als Officer Kelleher
- 1996: Frank R. Moore in Tödliche Weihnachten als Überwachungsmann
- 1997: Mark Brandon in Angeklagt: Ein Vater unter Verdacht als Mitch Hayes
- 1998: Donald Sumpter in Freudlose Augenblicke als Don
- 1998: Scott N. Stevens in Columbo: Das Aschenpuzzle als Gerald
- 1999: Justin Ashforth in Payback – Zahltag als Michael, Bartender
- 1999: M. Night Shyamalan in The Sixth Sense als Dr. Hill
- 2000: Ronald Pickup in Mahler als Niko
- 2001: Joep Onderdelinden in Die geheimnisvolle Minusch als Sportlehrer
- 2002: Buddy Bolton in Mr. Deeds als Kameramann
- 2003: James Babson in Hitler – Aufstieg des Bösen als Rudolf Heß
- 2005: Bill Barretta in Muppets: Der Zauberer von Oz als Pepe die Königskrabbe
- 2007: David Boreanaz in Ghost Writer als Sebastian St. Germain
- 2009: Pete Docter in Oben als Oberpfadfinder Strauch
- 2009: Pat Finn in Space Buddies – Mission im Weltraum als Bill Wolfson
- 2010: John Richard Ingram in Bereavement – In den Händen des Bösen als Sheriff Riley
- 2014: Patrick Fabian in Halfpipe Feeling als Richard Morgan
- 2015: Michael Lowry in Kein Ort ohne dich als Lukes Arzt
- 2015: Silas Carson in Im Himmel trägt man hohe Schuhe als Dr. Butala
- 2016: Stephen Chance in Ein ganzes halbes Jahr als Michael Lawler
- 2017: Ray Fearon in The Foreigner als Commander Bromley

### Serien
- 1978: Ed Begley Jr. in Kampfstern Galactica als Greenbean
- 1989: Tony Swartz in Kampfstern Galactica als Sgt. Jolly (2. Stimme)
- 1996: Jim Beaudin in Law & Order als Tommy Turner
- 1996: Joel Fredericks in Cheers als Sam II
- 1996: Kazunari Tanaka in Sailor Moon als Bankräuber
- 1996: Michael Andretti in Hör mal, wer da hämmert als Michael Andretti
- 1996: Rick Batalla in Eine schrecklich nette Familie als Angestellter #2
- 1999: Tim Lounibos in Die Nanny als Kandidat Mark
- 2000: Michael Reilly Burke in Party of Five als Staatsanwalt Fellows
- 2000: Nigel Cooke in Poirot als Geoffrey Raymond
- 2001: John Timothy Botka in Veronica als Todd
- 2014: Benjamin Ayres in Bitten als Jorge Sorrentino
- seit 2014: Robson Green in Grantchester als DI Geordie Keating
- 2018–2023: Alan Ruck in Succession als Connor Roy
- 2020–2023: Ted Lasso (Fernsehserie) als Leslie Higgins
- 2023: Hiroshi Tsuchida in Sacrifice to the King of Beasts als Erzähler